# كوربوس كريستي
كوربوس كريستي (بالإنجليزية: Corpus Christi, Texas)‏ هي مدينة تقع في مقاطعة نويسيز، تكساس بولاية تكساس في جنوب الولايات المتحدة. تبلغ مساحة هذه المدينة 1192 (كم²)، وترتفع عن سطح البحر 2 م، بلغ عدد سكانها 312,195 نسمة في عام 2012 حسب إحصاء مكتب تعداد الولايات المتحدة وتصل الكثافة السكانية فيها 692.7 نسمة/كم2.

## التركيبة السكانية
حدّد مكتب تعداد الولايات المتحدة بيانات التركيبة السكانية لكوربوس كريستي في تعداد الولايات المتحدة. في ما يلي، التركيبة السكانية حسب تعدادي 2000 و2010.

### تعداد عام 2000
بلغ عدد سكان كوربوس كريستي 277,454 نسمة بحسب تعداد عام 2000، وبلغ عدد الأسر 98,791 أسرة وعدد العائلات 70,465 عائلة مقيمة في المدينة. في حين سجلت الكثافة السكانية 219.2 نسمة لكل كيلومتر مربع (567.7/ميل2). وبلغ عدد الوحدات السكنية 107,831 وحدة بمتوسط كثافة قدره 85.2 لكل كيلومتر مربع (220.7/ميل2).
وتوزع التركيب العرقي للمدينة بنسبة 71.62% من البيض و4.67% من الأمريكيين الأفارقة و0.64% من الأمريكيين الأصليين و1.28% من الأمريكيين ذوي الأصول الآسيوية و0.08% من سكان جزر المحيط الهادئ و18.58% من الأعراق الأخرى و3.13% من عرقين مختلطين أو أكثر و54.33% من الهسبانيون أو اللاتينيون من أي عرق.
بلغ عدد الأسر 98,791 أسرة كانت نسبة 41.4% منها لديها أطفال تحت سن الثامنة عشر تعيش معهم، وبلغت نسبة الأزواج القاطنين مع بعضهم البعض 50.9% من أصل المجموع الكلي للأسر، ونسبة 15.4% من الأسر كان لديها معيلات من الإناث دون وجود شريك، بينما كانت نسبة 5.1% من الأسر لديها معيلون من الذكور دون وجود شريكة وكانت نسبة 28.7% من غير العائلات. تألفت نسبة 23.2% من أصل جميع الأسر من عدة أفراد يعيشون في نفس المنزل ونسبة 7.9% كانت تتألف من شخص يعيش بمفرده يبلغ من العمر 65 عاماً أو أكثر. وبلغ متوسط حجم الأسرة المعيشية 2.75، أما متوسط حجم العائلات فبلغ 3.27.
بلغ العمر الوسطي للسكان 33.2 عاماً. وكانت نسبة 28.1% من القاطنين تحت سن الثامنة عشر، وكانت نسبة 10.1% بين الثامنة عشر والرابعة والعشرين عاماً، ونسبة 28.7% كانت واقعةً في الفئة العمرية ما بين الخامسة والعشرين والرابعة والأربعين عاماً، ونسبة 20.7% كانت ما بين الخامسة والأربعين والرابعة والستين، ونسبة 10.5% كانت ضمن فئة الخامسة والستين عاماً فما فوق. يوجد لكل 100 أنثى 95.2 ذكر، ويوجد لكل 100 أنثى في الثامنة عشر من عمرها فما فوق 91.7 ذكر.
بلغ متوسط دخل الأسرة في المدينة 36,414 دولارًا، أما متوسط دخل العائلة فبلغ 41,672 دولارًا. وكان متوسط دخل الذكور 31,863 دولارًا مقابل 22,616 دولارًا للإناث. وسجل دخل الفرد الخاص بالمدينة 17,419 دولارًا. وكانت نسبة 14.1% من العائلات ونسبة 17.6% من السكان تحت خط الفقر، وكان من هؤلاء نسبة 23.3% تحت سن الثامنة عشر ونسبة 15.5% في الخامسة والستين من العمر وما فوق.

### تعداد عام 2010
بلغ عدد سكان كوربوس كريستي 305,215 نسمة بحسب تعداد عام 2010، وبلغ عدد الأسر 112,795 أسرة وعدد العائلات 76,267 عائلة مقيمة في المدينة. في حين سجلت الكثافة السكانية 241.1 نسمة لكل كيلومتر مربع (624.4/ميل2). وبلغ عدد الوحدات السكنية 125,469 وحدة بمتوسط كثافة قدره 99.1 لكل كيلومتر مربع (256.7/ميل2).
وتوزع التركيب العرقي للمدينة بنسبة 80.92% من البيض و4.34% من الأمريكيين الأفارقة و0.64% من الأمريكيين الأصليين و1.84% من الأمريكيين ذوي الأصول الآسيوية و0.09% من سكان جزر المحيط الهادئ و9.68% من الأعراق الأخرى و2.50% من عرقين مختلطين أو أكثر و59.69% من الهسبانيون أو اللاتينيون من أي عرق.
بلغ عدد الأسر 112,795 أسرة كانت نسبة 36.1% منها لديها أطفال تحت سن الثامنة عشر تعيش معهم، وبلغت نسبة الأزواج القاطنين مع بعضهم البعض 44.7% من أصل المجموع الكلي للأسر، ونسبة 16.6% من الأسر كان لديها معيلات من الإناث دون وجود شريك، بينما كانت نسبة 6.2% من الأسر لديها معيلون من الذكور دون وجود شريكة وكانت نسبة 32.4% من غير العائلات. تألفت نسبة 25.6% من أصل جميع الأسر من عدة أفراد يعيشون في نفس المنزل ونسبة 8.1% كانت تتألف من شخص يعيش بمفرده يبلغ من العمر 65 عاماً أو أكثر. وبلغ متوسط حجم الأسرة المعيشية 2.66، أما متوسط حجم العائلات فبلغ 3.21.
بلغ العمر الوسطي للسكان 34.8 عاماً. وكانت نسبة 25.8% من القاطنين تحت سن الثامنة عشر، وكانت نسبة 10.4% بين الثامنة عشر والرابعة والعشرين عاماً، ونسبة 26.1% كانت واقعةً في الفئة العمرية ما بين الخامسة والعشرين والرابعة والأربعين عاماً، ونسبة 25.7% كانت ما بين الخامسة والأربعين والرابعة والستين، ونسبة 11.9% كانت ضمن فئة الخامسة والستين عاماً فما فوق. وتوزع التركيب الجنسي للسكان بنسبة 49% ذكور و51% إناث.

## المناخ
يظهر الجدول التالي التغييرات المناخية على مدار السنة لكوربوس كريستي:
| البيانات المناخية لـكوربوس كريستي                                         | البيانات المناخية لـكوربوس كريستي | البيانات المناخية لـكوربوس كريستي | البيانات المناخية لـكوربوس كريستي | البيانات المناخية لـكوربوس كريستي | البيانات المناخية لـكوربوس كريستي | البيانات المناخية لـكوربوس كريستي | البيانات المناخية لـكوربوس كريستي | البيانات المناخية لـكوربوس كريستي | البيانات المناخية لـكوربوس كريستي | البيانات المناخية لـكوربوس كريستي | البيانات المناخية لـكوربوس كريستي | البيانات المناخية لـكوربوس كريستي | البيانات المناخية لـكوربوس كريستي |
| الشهر                                                                     | يناير                             | فبراير                            | مارس                              | أبريل                             | مايو                              | يونيو                             | يوليو                             | أغسطس                             | سبتمبر                            | أكتوبر                            | نوفمبر                            | ديسمبر                            | المعدل السنوي                     |
| ------------------------------------------------------------------------- | --------------------------------- | --------------------------------- | --------------------------------- | --------------------------------- | --------------------------------- | --------------------------------- | --------------------------------- | --------------------------------- | --------------------------------- | --------------------------------- | --------------------------------- | --------------------------------- | --------------------------------- |
| الدرجة القصوى °ف (°م)                                                     | 91 (33)                           | 97 (36)                           | 102 (39)                          | 102 (39)                          | 103 (39)                          | 107 (42)                          | 105 (41)                          | 107 (42)                          | 109 (43)                          | 101 (38)                          | 98 (37)                           | 91 (33)                           | 109 (43)                          |
| متوسط درجة الحرارة الكبرى °ف (°م)                                         | 66.9 (19.4)                       | 70.4 (21.3)                       | 75.9 (24.4)                       | 81.7 (27.6)                       | 86.6 (30.3)                       | 90.9 (32.7)                       | 93.1 (33.9)                       | 94.4 (34.7)                       | 90.1 (32.3)                       | 84.4 (29.1)                       | 76.0 (24.4)                       | 68.4 (20.2)                       | 81.6 (27.6)                       |
| المتوسط اليومي °ف (°م)                                                    | 57.1 (13.9)                       | 60.5 (15.8)                       | 66.1 (18.9)                       | 72.4 (22.4)                       | 78.3 (25.7)                       | 82.4 (28.0)                       | 83.9 (28.8)                       | 84.7 (29.3)                       | 81.1 (27.3)                       | 74.5 (23.6)                       | 66.1 (18.9)                       | 58.5 (14.7)                       | 72.1 (22.3)                       |
| متوسط درجة الحرارة الصغرى °ف (°م)                                         | 47.2 (8.4)                        | 50.5 (10.3)                       | 56.3 (13.5)                       | 63.0 (17.2)                       | 70.0 (21.1)                       | 73.9 (23.3)                       | 74.8 (23.8)                       | 75.0 (23.9)                       | 72.0 (22.2)                       | 64.8 (18.2)                       | 56.2 (13.4)                       | 48.6 (9.2)                        | 62.7 (17.1)                       |
| أدنى درجة حرارة °ف (°م)                                                   | 14 (−10)                          | 11 (−12)                          | 24 (−4)                           | 33 (1)                            | 45 (7)                            | 56 (13)                           | 64 (18)                           | 64 (18)                           | 52 (11)                           | 28 (−2)                           | 27 (−3)                           | 13 (−11)                          | 11 (−12)                          |
| معدل هطول الأمطار إنش (مم)                                                | 1.54 (39)                         | 1.92 (49)                         | 1.89 (48)                         | 1.84 (47)                         | 3.07 (78)                         | 3.36 (85)                         | 2.79 (71)                         | 2.92 (74)                         | 4.97 (126)                        | 3.64 (92)                         | 1.97 (50)                         | 1.82 (46)                         | 31.73 (805)                       |
| متوسط الأيام الممطرة (≥ 0.01 in)                                          | 7.1                               | 6.5                               | 5.3                               | 5.3                               | 6.0                               | 6.8                               | 5.7                               | 6.5                               | 8.8                               | 6.3                               | 6.0                               | 6.4                               | 76.7                              |
| متوسط الرطوبة النسبية (%)                                                 | 77.4                              | 76.2                              | 74.2                              | 76.5                              | 78.9                              | 77.5                              | 74.5                              | 74.5                              | 76.2                              | 74.9                              | 75.9                              | 76.0                              | 76.1                              |
| ساعات سطوع الشمس الشهرية                                                  | 140.2                             | 155.7                             | 198.1                             | 208.4                             | 234.1                             | 290.4                             | 328.1                             | 299.7                             | 244.2                             | 231.9                             | 170.4                             | 135.1                             | 2٬636٫3                           |
| نسبة وصول أشعة الشمس                                                      | 43                                | 50                                | 53                                | 54                                | 56                                | 70                                | 77                                | 74                                | 66                                | 65                                | 53                                | 42                                | 59                                |
| المصدر: NOAA (extremes 1887–present, relative humidity and sun 1961–1990) |                                   |                                   |                                   |                                   |                                   |                                   |                                   |                                   |                                   |                                   |                                   |                                   |                                   |

## توأمة
لكوربوس كريستي اتفاقيات توأمة مع كل من:
- طليطلة
- أجان
- كيلونغ
- يوكوسوكا

## أعلام
- بيلي باول
- روي بلنكيت
- آرشي بار
- هوي ريد
- سيلينا
- نينا مرسيدس
- إيفا لانغوريا
- لورا كاناليس
- كلود دافنبورت
- فرح فاوست
- بوبي جوليك

## وصلات خارجية
- Corpus Christi Official Website
- The US50 - Cities and Towns in Texas State